# Jan Christian Gertz
Jan Christian Gertz (* 1964 in Hannover) ist ein deutscher evangelischer Theologe und Alttestamentler.

## Leben
Gertz studierte von 1983 bis 1990 Evangelische Theologie, Philosophie und Altorientalische Sprachen an der Rheinischen Friedrich-Wilhelms-Universität Bonn, der Universität Wien und der Universität Hamburg. Anschließend legte er das Erste Theologische Examen der Hannoverschen Landeskirche ab. Er wurde promoviert 1993 an der Georg-August-Universität Göttingen und habilitierte sich 1998, ebenfalls in Göttingen.
1999 nahm er als Stipendiat des Deutschen Evangelischen Instituts für Altertumswissenschaften an einem Lehrkurs in Syrien, Jordanien, Libanon, Israel und Palästina teil. Er hatte im gleichen Jahr auch ein Heisenbergstipendium der Deutschen Forschungsgemeinschaft.
Von 2000 bis 2004 hatte Gertz den Lehrstuhl für Altes Testament und Biblische Archäologie der Evangelisch-theologischen Fakultät der Johannes Gutenberg-Universität Mainz inne. Seit 2004 ist er Lehrstuhlinhaber für Altes Testament an der Evangelisch-theologischen Fakultät der Ruprecht-Karls-Universität Heidelberg.
Von 2006 bis 2010 war Gertz Direktor des Internationalen Wissenschaftsforums der Universität Heidelberg. Von 2012 bis 2013 war er Fellow am Israel Institute for Advanced Studies an der Hebräischen Universität Jerusalem. Berufungen an die Humboldt-Universität Berlin (2009) sowie an die Eberhard Karls Universität Tübingen (2011) lehnte er ab. Gertz ist seit 2020 ordentliches Mitglied der Heidelberger Akademie der Wissenschaften. Gemeinsam mit Jürgen van Oorschot gibt er seit 2015 die Zeitschrift für die Alttestamentliche Wissenschaft (ZAW) heraus. Er ist ordentliches Mitglied der Heidelberger Akademie der Wissenschaften seit 2020.

## Forschungsschwerpunkte
- Literaturgeschichte des Alten Testaments
- Biblische und altorientalische Rechtsgeschichte
- Pentateuch
- Biblische Urgeschichte

## Schriften (Auswahl)
- Die Gerichtsorganisation Israels im deuteronomischen Gesetz (= Forschungen zur Religion und Literatur des Alten und Neuen Testaments. Band 165), Göttingen 1994.
- Tradition und Redaktion in der Exoduserzählung. Untersuchungen zur Endredaktion des Pentateuch (= Forschungen zur Religion und Literatur des Alten und Neuen Testaments. Band 186), Göttingen 2000.
- Abschied vom Jahwisten. Die Komposition des Hexateuch in der jüngsten Diskussion. Hrsg. gemeinsam mit Konrad Schmid und Markus Witte (= Beihefte zur Zeitschrift für die alttestamentliche Wissenschaft. Band 315). Walter de Gruyter, Berlin / New York 2002. ISBN  978-3-11-017121-1.
- Grundinformation Altes Testament, UTB 2745. Hrsg. gemeinsam mit Angelika Berlejung, Konrad Schmid und Markus Witte. Vandenhoeck & Ruprecht, Göttingen 2006, 2. Aufl. 2007, 3. Aufl. 2009, 4. Aufl. 2010, 5. Aufl. 2016, 6. Aufl. 2019. ISBN 978-3-82-522745-6.
- Antibabylonische Polemik im priesterschriftlichen Schöpfungsbericht? In: Zeitschrift für Theologie und Kirche 106 (2009), S. 137–155.
- The Formation of the Pentateuch. Bridging the Academic Cultures of Europe, Israel, and North America, Hrsg. gemeinsam mit Bernard M. Levinson, Dalit Rom-Shiloni und Konrad Schmid (FAT 111), Tübingen 2016
- Hermeneutik des Alten Testaments (= Veröffentlichungen der Wissenschaftlichen Gesellschaft für Theologie. Band 47). Hrsg. gemeinsam mit Markus Witte. EVA, Leipzig 2017. ISBN 978-3-374-05092-5.
- Das erste Buch Mose (Genesis). Die Urgeschichte Gen 1–11 (= Altes Testament Deutsch. Band 1 neu). Vandenhoeck & Ruprecht, Göttingen 2018, ISBN 978-3-525-57055-5.